# Expressão idiomática
Uma expressão idiomática ou idiotismo (do grego ίδιωτισμὀς, que vem do latim idiotismus) é um conjunto de duas ou mais palavras que se caracterizam por não ser possível identificar o seu significado mediante o sentido literal dos termos que constituem a expressão. Assim, sua tradução literal não faz sentido numa outra língua de estrutura análoga, por ter um significado não dedutível dos significados dos elementos que a constituem. Desta forma, em geral, é muito difícil ou mesmo impossível traduzir as expressões idiomáticas para outras línguas, sendo o caso de expressões como "A vaca foi para o brejo", "Cair o Carmo e a Trindade" e "Ver Braga por um canudo".
As expressões idiomáticas muitas vezes estão associadas a gírias, jargões ou contextos culturais específicos a certos grupos de pessoas que se distinguem pela classe, idade, região, profissão ou outro tipo de afinidade. Muitas destas expressões têm existência curta ou ficam restritas ao grupo onde surgiram, enquanto algumas outras resistem ao tempo e acabam por ser usadas de forma mais abrangente, extrapolando o contexto original. Neste último caso, a origem histórica do seu significado muitas vezes perde-se de todo ou fica limitada a um relativamente pequeno grupo de usuários da língua.

## Exemplos
- Em inglês

It is raining cats and dogs – Estão chovendo cães e gatos (em vez de, por exemplo, "Está chovendo canivete")
He's trembling like a leaf – Ele está tremendo como uma folha (em vez de "Ele treme como vara verde")
At the end of the day – No fim do dia (em vez de "no fim das contas" ou "ao fim e ao cabo")
- Em francês

Poser un lapin – Colocar um coelho (em vez de, por exemplo, "dar o bolo" ou "não comparecer a um compromisso")
Ça va? - Isso vai? (em vez de, por exemplo, "Tudo bem?/Você está bem?")

## Terminologia

### Em inglês
Na língua inglesa, o termo idiom corresponde ao conceito de "expressão idiomática" em português. Segundo o linguista John Saeed, um "idiom" pode ser definido como "um conjunto de palavras que se tornou fixo, petrificado, através do tempo e do uso" . Essa justaposição de palavras, originalmente usada por um grupo determinado, altera a definição literal de cada palavra ali posicionada e cria um significado novo e original, desta forma enriquecendo a linguagem. A importância dos "idioms" em inglês é às vezes ainda maior que a das expressões idiomáticas no português, visto que o inglês tem carência, num certo sentido, de certas palavras e expressões. 
Deve-se observar que o termo idioma em português, significa uma língua (corrente ou extinta) falada por seres humanos e usada como instrumento de comunicação oral e/ou escrita. Desta forma a palavra "idioma" não dever ser traduzida para o inglês por idiom e sim por language.